# غواغو
غواغو هي الاختبار الوطني المدني للخدمة في الحكومة، وذلك في عهد غوريو ومملكة جوسون. هذا الاختبار يختبر معرفة الطلاب بالكلاسيكيات الصينية والمواد العملية، وهذا الاختبار هو السبيل للوصول إلى مناصب عليا أو الحصول على النبالة.